# Ryu Won
Ryu Won (* 8. November 1997 in Haeundae-gu als Joo Won) ist eine südkoreanische Schauspielerin. Bekannt wurde sie in Missing 9.

## Leben und Karriere
Ryu wurde am 8. November 1997 in Haeundae-gu geboren. Ryu änderte ihren Namen in Ryu Won, welches der Nachname ihrer Mutter ist. Sie hat ihren Namen geändert, weil es einen anderen Schauspieler namens Joo Won gibt. Ryu lebte bis zur dritten Klasse der Grundschule in Busan, dann zog sie mit ihrer Familie in die Vereinigten Staaten. Im Alter von achtzehn Jahren zog dann nach zurück Südkorea. Ihr Debüt gab sie 2015 in dem Kurzfilm Alice: Crack of Season. Danach war sie in der Serie Uncontrollably Fond zu sehen. Ihre erste Hauptrolle bakmsie 2017 in Missing 9. 2019 wurde sie für die Serie Vagabond gecastet. Im selben Jahr trat sie in Secret Boutique auf.

## Filmografie (Auswahl)
Filme
- 2015: Alice: Crack of Season
- 2019: Peel

Serien
- 2016: Uncontrollably Fond
- 2017: Missing 9
- 2017: Take Care of the Goddess
- 2019: Secret Boutique
- 2019: Vagabond

## Auszeichnungen

### Nominiert
- 2017: MBC Drama Awards in der Kategorie „Best Character Award, Fighting Spirit Acting“[6]